# Серяков, Пётр Прохорович
Пётр Прохорович Серяков (1920—1944) — старший сержант Рабоче-крестьянской Красной Армии, участник Великой Отечественной войны, Герой Советского Союза (1945).

## Биография
Пётр Серяков родился в 1920 года в слободе Подгорное (ныне — посёлок Подгоренский в Воронежской области). Окончил семь классов школы. В 1940 году Серяков был призван на службу в Рабоче-крестьянскую Красную Армию. С 1942 года — на фронтах Великой Отечественной войны.
К августу 1944 года старший сержант Пётр Серяков командовал противотанковым орудием мотострелкового батальона 44-й мотострелковой бригады 1-го танкового корпуса 2-й гвардейской армии 1-го Прибалтийского фронта. Участвовал в сражениях на территории Литовской ССР. 19 августа 1944 года в бою в районе населённого пункта Кужяй Шяуляйского района расчёт Серякова уничтожил 8 немецких танков. Оставшись без орудия, артиллеристы продолжали сражаться противотанковыми гранатами. В разгаре боя Серяков со связкой гранат бросился под немецкий танк, ценой своей жизни уничтожив его. Похоронен в посёлке Грузджяй Шяуляйского района Литвы.
Указом Президиума Верховного Совета СССР от 24 марта 1945 года за «образцовое выполнение заданий командования, проявленные мужество, героизм и самопожертвование в боях с немецкими захватчиками» старший сержант Пётр Серяков посмертно был удостоен высокого звания Героя Советского Союза. Также был награждён орденом Ленина, двумя орденами Красной Звезды и двумя медалями.
В честь Серякова названа улица в Калаче, установлен бюст в Подгоренском.